# District de Miarinarivo
Miarinarivo est un district de Madagascar, situé dans la province d'Antananarivo, dans la région d'Itasy.